# Lotta al Festival olimpico della gioventù europea
Lo Skateboard è stato inserito nel programma del Festival olimpico della gioventù europea nella diciassettesima edizione, che si è svolta nel 2023.

## Edizioni
| Giochi | Anno | Sede            | Gare          |
| ------ | ---- | --------------- | ------------- |
| XVII   | 2023 | Baku            | 2             |
| XVI    | 2022 | Banská Bystrica | Non disputato |
| XVII   | 2023 | Maribor         | Non disputato |
| XVIII  | 2025 | Skopje          | Non disputato |

## Discipline
Nella seguente tabella le discipline disputate nelle varie edizioni.
| Edizione | Lotta libera femminile | Lotta libera maschile | Lotta greco-romana |
| -------- | ---------------------- | --------------------- | ------------------ |
| 2021     | 6                      | 6                     | 6                  |
| 2022     | Non disputato          | Non disputato         | Non disputato      |
| 2023     | Non disputato          | Non disputato         | Non disputato      |
| 2025     | Non disputato          | Non disputato         | Non disputato      |

## Medagliere complessivo
| Posiz. | Nazione     | Oro | Argento | Bronzo | Totale |
| ------ | ----------- | --- | ------- | ------ | ------ |
| 1.     | Azerbaigian | 8   | 5       | 3      | 16     |
| 2.     | Russia      | 3   | 2       | 8      | 13     |
| 3.     | Bielorussia | 3   | 0       | 5      | 8      |
| 4.     | Italia      | 2   | 0       | 0      | 2      |
| 5.     | Turchia     | 1   | 2       | 0      | 3      |
| 6.     | Romania     | 1   | 1       | 0      | 2      |
| 7.     | Georgia     | 0   | 4       | 5      | 9      |
| 8.     | Germania    | 0   | 1       | 3      | 4      |
| 8.     | Ucraina     | 0   | 1       | 3      | 4      |
| 10.    | Moldavia    | 0   | 1       | 1      | 2      |
| 11.    | Norvegia    | 0   | 1       | 0      | 1      |
| 12.    | Ungheria    | 0   | 0       | 4      | 4      |
| 13.    | Francia     | 0   | 0       | 1      | 1      |
| 13.    | Lettonia    | 0   | 0       | 1      | 1      |
| 13.    | Polonia     | 0   | 0       | 1      | 1      |
| Totale | Totale      | 18  | 18      | 35     | 71     |